# RuPaul's Drag Race UK (seconda edizione)
La seconda edizione di RuPaul's Drag Race UK è andata in onda sulla piattaforma streaming BBC iPlayer a partire dal 14 gennaio al 18 marzo 2021. Nel 2022 il programma viene trasmesso in Italia sulla piattaforma streaming Discovery+.
La stagione è stata confermata poco dopo la fine dell'edizione precedente, mentre i casting si sono conclusi il 15 novembre 2019.
La prima parte degli episodi di questa edizione sono stati girati poco dopo l'inizio del lockdown nazionale dovuto alla pandemia di COVID-19, ma successivamente con l'aggravvasi della situazione, oltre all'impossibilità di RuPaul e Michelle Visage di effettuare viaggi internazionali, le riprese sono state interrotte temporaneamente per riprendere ad ottobre 2020, poco dopo la fine del lockdown.
È stata inoltre confermata la trasmissione di un episodio speciale dal titolo RuPaul's Drag Race UK: Queens on Lockdown, nel quale è stato mostrato come le concorrenti hanno passato il periodo durante il lockdown.
Lawrence Chaney, vincitrice dell'edizione, ricevette come premio una corona e uno scettro di Fierce Drag Jewels ed una propria web-serie sulla piattaforma streaming WOW Presents.
Tia Kofi parteciperà alla seconda edizione di RuPaul's Drag Race: UK vs the World.

## Concorrenti
Le dodici concorrenti che hanno preso parte al reality show sono state:
| Concorrente          | Vero nome          | Età | Città                        | Posizionamento |
| -------------------- | ------------------ | --- | ---------------------------- | -------------- |
| Lawrence Chaney      | Lawrence Maidment  | 23  | Glasgow – Scozia             | Vincitrice     |
| Bimini Bon-Boulash   | Tommy Hibbitts     | 26  | Norwich – Inghilterra        | Finaliste      |
| Tayce                | Tayce Szura-Radix  | 26  | Newport – Galles             | Finaliste      |
| Ellie Diamond        | Elliot Glen        | 21  | Dundee – Scozia              | 4º posto       |
| A'Whora              | George Boyle       | 23  | Nottingham – Inghilterra     | 5º posto       |
| Sister Sister        | Philip Doran       | 32  | Liverpool – Inghilterra      | 6º posto       |
| Tia Kofi             | Lawrence Bolton    | 30  | Essex – Inghilterra          | 7º posto       |
| Joe Black            | Joseph Lewis Black | 30  | Brighton – Inghilterra       | 8º posto       |
| Veronica Green       | Kevin Max Grogan   | 34  | Rochdale – Inghilterra       | 9º posto       |
| Ginny Lemon          | Lewis Croucher     | 31  | Worcestershire – Inghilterra | 10º posto      |
| Asttina Mandella     | Ashton Joshua      | 27  | Londra – Inghilterra         | 11º posto      |
| Cherry Valentine (†) | George Ward        | 26  | Darlington – Inghilterra     | 12º posto      |

## Tabella eliminazioni
| Ordine | Episodi  | Episodi  | Episodi  | Episodi  | Episodi  | Episodi  | Episodi  | Episodi  | Episodi  | Episodi            |
| Ordine | 1        | 2        | 3        | 4        | 5        | 6        | 7        | 8        | 9        | 10                 |
| ------ | -------- | -------- | -------- | -------- | -------- | -------- | -------- | -------- | -------- | ------------------ |
| 1      | Asttina  | Veronica | Lawrence | Lawrence | A'Whora  | Bimini   | A'Whora  | Bimini   | Bimini   | Lawrence Chaney    |
| 2      | Ellie    | Ellie    | A'Whora  | A'Whora  | Bimini   | Tayce    | Ellie    | Lawrence | Lawrence | Bimini Bon-Boulash |
| 3      | Lawrence | Tia      | Bimini   | Bimini   | Lawrence | Ellie    | Bimini   | Ellie    | Ellie    | Tayce              |
| 4      | Ginny    | A'Whora  | Sister   | Tayce    | Tayce    | Sister   | Lawrence | Tayce    | Tayce    | Ellie Diamond      |
| 5      | Tia      | Ginny    | Veronica | Ellie    | Ellie    | A'Whora  | Tayce    | A'Whora  |          |                    |
| 6      | Cherry   | Asttina  | Tayce    | Tia      | Sister   | Lawrence | Sister   |          |          |                    |
| 7      | Veronica | Sister   | Ellie    | Veronica | Tia      | Tia      |          |          |          |                    |
| 8      | A'Whora  | Bimini   | Ginny    | Sister   | Joe      |          |          |          |          |                    |
| 9      | Tayce    | Lawrence | Tia      | Ginny    | Veronica |          |          |          |          |                    |
| 10     | Sister   | Tayce    | Asttina  |          |          |          |          |          |          |                    |
| 11     | Bimini   | Cherry   |          |          |          |          |          |          |          |                    |
| 12     | Joe      |          |          |          |          |          |          |          |          |                    |

     La concorrente ha vinto la gara
     La concorrente è arrivata in finale ma non ha vinto la gara
     La concorrente è arrivata in finale, ma è stata eliminata
     La concorrente ha vinto la puntata
     La concorrente figura tra le prime ma non ha vinto la puntata
     La concorrente è salva ed accede alla puntata successiva (l'ordine di chiamata è casuale)
     La concorrente figura tra le ultime ma non è a rischio eliminazione
     La concorrente figura tra le ultime ed è a rischio eliminazione
     La concorrente è stata eliminata
     La concorrente figura tra le ultime e ha abbandonato la competizione
     La concorrente è stata eliminata dopo essere risultata positiva al COVID-19
     La concorrente è tornata nella competizione ma è stata nuovamente eliminata

## Giudici
- RuPaul
- Michelle Visage
- Alan Carr
- Graham Norton

### Giudici ospiti
- Elizabeth Hurley
- Dawn French
- Jourdan Dunn
- Sheridan Smith
- MNEK
- Lorraine Kelly
- Maya Jama
- Jessie Ware

## Special Guest
In quest'edizione ci sono stati dei cameo celebrities, molti di quali concorrenti nelle passate edizioni di RuPaul's Drag Race, che però non sono stati giudici durante la puntata:
- Kevin McDaid
- Dane Chaflin
- Jay Revell
- Kieran Daley Ward
- Jodie Harsh
- Ian Masterson
- Raven
- Gemma Collins
- Natalie Cassidy
- The Vivienne
- Baga Chipz

## Riassunto episodi

### Episodio 1 -Royalty Returns
Il primo episodio della seconda edizione britannica si apre con le concorrenti che entrano nell'atelier. La prima a entrare è Lawrence Chaney, l'ultima è A'Whora. RuPaul fa il suo ingresso annunciando l'inizio di una nuova edizione, dando il benvenuto alle concorrenti e presentando la Brit Crew, versione anglosassone della classica Pit Crew.
- La mini sfida: per la mini sfida, le concorrenti devono posare per un servizio fotografico mentre giocano ad una partita di tennis mentre vengono colpite da palline da tennis. La vincitrice della mini sfida è Lawrence Chaney.
- La sfida principale: per la sfida principale, RuPaul disse che le concorrenti, dovono creare due outfit da sfoggiare sulla passerella. Il primo outfit deve essere ispirato dalla città d'origine delle concorrenti, mentre il secondo devono indossare un look ispirato ad un'icona gay della cultura britannica.

| Concorrente        | Icona Gay         |
| ------------------ | ----------------- |
| A'Whora            | Vivienne Westwood |
| Asttina Mandella   | Naomi Campbell    |
| Bimini Bon-Boulash | Princess Julia    |
| Cherry Valentine   | Freddie Mercury   |
| Ellie Diamond      | Lily Savage       |
| Ginny Lemon        | Kate Bush         |
| Joe Black          | David Bowie       |
| Lawrence Chaney    | Diana Rigg        |
| Sister Sister      | Dusty Springfield |
| Tayce              | Naomi Campbell    |
| Tia Kofi           | Alan Turing       |
| Veronica Green     | Boy George        |

Giudice ospite della puntata è Elizabeth Hurley. RuPaul dichiara Ginny, Tia, Cherry, Veronica, A'Whora e Tayce salve, e lascia le altre concorrenti sul palco per le critiche. Joe Black e Bimini Bon-Boulash sono le peggiori mentre Asttina Mandella è la migliore della puntata.
- L'eliminazione: Joe Black e Bimini Bon-Boulash vengono chiamate ad esibirsi con la canzone Relax dei Frankie Goes to Hollywood. Bimini Bon-Boulash si salva mentre Joe Black viene eliminata dalla competizione.

### Episodio 2 -Rats: The Rusical
Il secondo episodio si apre con le concorrenti che rientrano nell'atelier dopo l'eliminazione di Joe, con A'Whora che non riesce a capacitarsi della vittoria di Asttina, poiché quest'ultima ha utilizzato abiti provenienti dal discount. Il giorno dopo le concorrenti, discutono su come dovranno essere perfette sulla passerella.
- La mini sfida: per la mini sfida, le concorrenti prendrono parte alla prime elezioni per drag queen. Le concorrenti, tramite voto segreto, dovranno votarsi a vicenda nelle seguenti categorie: Secretary of Shade, Trade Minister, Leader of Lording it Up ed, infine, Baroness Basic. Le concorrenti "elette" sono state rispettivamente A'Whora, Tayce, Lawrence Chaney e Tia Kofi.
- La sfida principale: per la sfida principale, RuPaul annuncia che le concorrenti devono esibirsi nel nuovo musical Rats: The Rusical, parodia dell'opera cinematografica ispirata dal musical Cats, dove dovranno cantare dal vivo. Avendo avuto la nomina peggiore, Tia ha il compito di assegnare i vari ruoli della sfida. Durante l'assegnazione dei copioni molte concorrenti hanno delle preferenze sui vari ruoli da fare, come ad esempio Asttina, Veronica e Cherry, ma alla fine Tia decide di basarsi sulle abilità di ognuno, anche scambiando i vari ruoli, come nel caso di Veronica e Cherry. Una volta assegnati i ruoli, le concorrenti raggiungono il palcoscenico principale, dove Michelle Visage e Dane Chaflin danno loro consigli e aiuto per esibirsi dal vivo. Lawrence e Tayce hanno avuto dei problemi d'intonazione, mentre Bimini e Veronica hanno ricevuto complimenti per la loro improvvisazione. Successivamente incontrano i coreografi Jay Revell e Kieran Daley Ward, con il quale organizzano la coreografia per lo spettacolo.

| Concorrente        | Personaggio impersonato |
| ------------------ | ----------------------- |
| A'Whora            | Miss Dysentery          |
| Asttina Mandella   | Jane                    |
| Bimini Bon-Boulash | Depravity               |
| Cherry Valentine   | Rat Pack #2             |
| Ellie Diamond      | Scabies                 |
| Ginny Lemon        | Dame Doody Stench       |
| Lawrence Chaney    | Rat Pack #3             |
| Sister Sister      | Rat Pack #1             |
| Tayce              | Scat Rat                |
| Tia Kofi           | Speciman One            |
| Veronica Green     | Evita von Fleas         |

Giudice ospite della puntata è Sheridan Smith. Il tema della sfilata di questa puntata è Surprise, Surprise, dove le concorrenti devono sfoggiare un abito a cui interno ci sia una sorpresa. RuPaul dichiara A'Whora, Ginny, Asttina, Sister e Bimini salve, e lascia le altre concorrenti sul palco per le critiche. Cherry Valentine e Tayce sono le peggiori mentre Veronica Green è la migliore della puntata.
- L'eliminazione: Cherry Valentine e Tayce vengono chiamate ad esibirsi con la canzone Memory di Elaine Paige. Tayce si salva mentre Cherry Valentine viene eliminata dalla competizione.

### Episodio 3 -Who Wore It Best?
Il terzo episodio si apre con le concorrenti che rientrano nell'atelier dopo l'eliminazione di Cherry, tutte si congratulano con Veronica per la sua vittoria, tuttavia a Tia nonostante abbia dimostrato le sue abilità, non le va ancora giù l'idea di essere stata nominata la più noiosa dalle altre concorrenti.
- La mini sfida: per la mini sfida, le concorrenti vestite con dei look da Carnevale di Notting Hill prendono parte ad una gara di limbo, accompagnata dalla drag Dj Jodie Harsh. Le vincitrici della mini sfida sono Tayce e Veronica Green.
- La sfida principale: per la sfida principale, le concorrenti divise in coppie, devono creare degli outfit di coppia usando i materiali e tessuti che troveranno in delle valigie monocromatiche. Avendo vinto la mini sfida, Tayce e Veronica avranno il compito di assegnare le varie valigie alle coppie. Veronica e Tia useranno la valigia verde, Tayce ed A'Whora quella nera, Sister e Ginny hanno quella rosa, Asttina e Bimini invece quella blu ed, infine, Lawrence e Ellie avranno la valigia dorata.

Giudice ospite della puntata è Jourdan Dunn. Dopo la sfilata, RuPaul dichiara A'Whora, Sister, Veronica, Bimini e Lawrence salve, con Lawrence Chaney proclamata la migliore della puntata, mentre le altre concorrenti sono a rischio eliminazione. Tia Kofi e Asttina Mandella sono le peggiori della puntata.
- L'eliminazione: Tia Kofi e Asttina Mandella vengono chiamate a esibirsi con la canzone Don't Start Now di Dua Lipa. Tia Kofi si salva mentre Asttina Mandella viene eliminata dalla competizione.

### Episodio 4 -Morning Glory
Il quarto episodio si apre con le concorrenti che rientrano nell'atelier dopo l'eliminazione di Asttina, con Tia è sorpresa di aver vinto il lipsync, data la grande fama di Asttina, mentre Ginny è infastidita dalle continue battute di Lawrence.
- La mini sfida: per la mini sfida, le concorrenti devono sponsorizzare delle paste e dei dolci per il The Great British Fake-Off, parodia dello show culinario The Great British Bake Off. La vincitrice della mini sfida è Bimini Bon-Boulash.
- La sfida principale: per la sfida principale, le concorrenti devono presentare un programma rotocalco dal titolo Morning Glory, e inoltre il programma sarà trasmesso dal vivo. Avendo vinto la mini sfida, Bimini ha possibilità di scegliere il suo ruolo da interpretare. Durante l'assegnazione dei copioni, molti concorrenti si sono ritrovate in coppia con qualcuno con cui non andava molto d'accordo, come A'Whora e Tia, mentre altre si sono ritrovate con il ruolo scartato da tutte, come nel caso di Veronica.

Giudice ospite della puntata è Lorraine Kelly. Il tema della sfilata di questa puntata è Monster Mash-Up, dove le concorrenti devono sfoggiare un abito che rappresentasse la fusione tra due mostri. RuPaul dichiara Tayce, Ellie e Tia salve, e lascia le altre concorrenti sul palco per le critiche. Sister Sister e Ginny Lemon sono le peggiori mentre Lawrence Chaney è la migliore della puntata.
- L'eliminazione: Sister Sister e Ginny Lemon vengono chiamate a esibirsi con la canzone You Keep Me Hangin' On di Kim Wilde. Poco dopo l'inizio dell'esibizione, con lo stupore di tutti i presenti, Ginny Lemon lascia il palcoscenico principale, abbandonando definitivamente la competizione. Pertanto Sister Sister si salva dall'eliminazione.

### Episodio 5 -The RuRuvision Song Contest
Il quinto episodio si apre con le concorrenti che rientrano dopo la scioccante auto-eliminazione di Ginny, con molte concorrenti stupite della scelta di quest'ultima che ritengono, inoltre, molto irrispettosa nei confronti di RuPaul. Intanto alcune sono convinte che in realtà Veronica doveva essere tra i peggiori, e quest'ultima rimane molto infastidita da queste affermazioni. Improvvisamente arriva un messaggio da parte di RuPaul, annunciando che a causa dell'aggravarsi della pandemia di COVID-19 la competizione sarebbe stata temporaneamente sospesa.
Sette mesi dopo le concorrenti, una alla volta, rientrano di nuovo nell'atelier dove discutono di come hanno vissuto il periodo di quarantena. RuPaul fa il suo ingresso nell'atelier dando il bentornato alle concorrenti ma annunciando inoltre il ritiro di Veronica Green, poiché risultata positiva al COVID-19. Successivamente fanno il loro ingresso a sorpresa Joe Black, Cherry Valentine ed Asttina Mandella, le tre concorrenti precedentemente eliminate. Una di loro avrà la possibilità di tornare nella competizione, e il compito di decidere la fortunata spetterà alle concorrenti ancora in gara. La concorrente con più votata è Joe Black, che rientra ufficialmente nella competizione.
- La sfida principale: per la sfida principale, le concorrenti vengono divise in due gruppi e devono scrivere, produrre e coreografare un numero da girl group per rappresentare il Regno Unito alla prima edizione del RuRuvision Song Contest, parodia dell'Eurovision Song Contest, la competizione canora internazionale più longeva al mondo. Lawrence Chaney e Joe Black, rispettivamente la concorrente migliore della puntata precedente e la concorrente appena rientrata in gara, saranno i capitani e potranno scegliere i membri del proprio gruppo. Joe sceglie per il suo gruppo Tia, Sister ed Ellie mentre Lawrence sceglie Bimini, Tayce e A'Whora, poiché l'ultima rimasta. Una volta scritto il pezzo, ogni gruppo va nella sala registrazione, dove MNEK e Ian Masterson danno loro consigli e aiuto per la registrazione del pezzo. Durante le registrazioni delle tracce Joe e Lawrence hanno avuto dei problemi nel rendere le loro strofe accattivanti mentre Tia e Tayce hanno ricevuto complimenti per le loro armonie. Successivamente ogni gruppo raggiunge il palco principale per organizzare la coreografia, il gruppo di Joe ha avuto problemi sull'organizzazione della coreografia, mentre il gruppo di Lawrence è molto preparato per l'esibizione.

| Concorrenti        | Nome girl group  | Brano della performance             |
| ------------------ | ---------------- | ----------------------------------- |
| A'Whora            | United Kingdolls | "UK, Hun?" (United Kingdolls Remix) |
| Bimini Bon-Boulash | United Kingdolls | "UK, Hun?" (United Kingdolls Remix) |
| Lawrece Chaney     | United Kingdolls | "UK, Hun?" (United Kingdolls Remix) |
| Tayce              | United Kingdolls | "UK, Hun?" (United Kingdolls Remix) |
| Ellie Diamond      | Banana Drama     | "UK, Hun?" (Banana Drama Remix)     |
| Joe Black          | Banana Drama     | "UK, Hun?" (Banana Drama Remix)     |
| Sister Sister      | Banana Drama     | "UK, Hun?" (Banana Drama Remix)     |
| Tia Kofi           | Banana Drama     | "UK, Hun?" (Banana Drama Remix)     |

Giudice ospite della puntata è MNEK. Il tema della sfilata di questa puntata è A Day At The Seaside, dove le concorrenti devono sfoggiare un abito perfetto per una giornata sulla spiaggia. Dopo la sfilata e le critiche dei giudici, RuPaul dichiara che il team composto da A'Whora, Bimini Bon-Boulash, Lawrence Chaney e Tayce è il migliore della puntata, mentre Joe Black e Tia Kofi vengono dichiarate le peggiori.
- L'eliminazione: Joe Black e Tia Kofi vengono chiamate a esibirsi con la canzone Don't Leave Me This Way dei The Communards. Tia Kofi si salva mentre Joe Black viene eliminata dalla competizione.

### Episodio 6 -Snatch Game
Il sesto episodio si apre con le concorrenti che rientrano dopo l'eliminazione di Joe, con Tia molto dispiaciuta per aver eliminato una persona appena rientrata in gioco. Intanto le concorrenti discutono sul messaggio di RuPaul sul dare sempre il massimo, mentre ad A'Whora non va giù che Sister abbia "copiato" il suo look.
- La sfida principale: per la sfida principale, le concorrenti prendono parte alla sfida più attesa in ogni edizione dello show, lo Snatch Game. Gemma Collins e Michelle Visage sono le concorrenti del gioco. Le concorrenti devono scegliere una celebrità e impersonarla per l'intero gioco, con lo scopo di essere il più divertenti possibili. RuPaul ritorna nell'atelier per vedere quali personaggi sono stati scelti, inoltre, aiuta le concorrenti con vari consigli per dare il meglio nel gioco. Le celebrità scelte dai concorrenti sono state:

| Concorrente        | Celebrità impersonata |
| ------------------ | --------------------- |
| A'Whora            | Louie Spence          |
| Bimini Bon-Boulash | Katie Price           |
| Ellie Diamond      | Matt Lucas            |
| Lawrence Chaney    | Miriam Margolyes      |
| Sister Sister      | Sally Morgan          |
| Tayce              | Jane Turner           |
| Tia Kofi           | Mel B                 |

Giudice ospite della puntata è Jessie Ware. Il tema della sfilata di questa puntata è PreHERstoric, dove le concorrenti devono sfoggiare un abito in stile preistorico. RuPaul dichiara Sister e Ellie salve, e lascia le altre concorrenti sul palco per le critiche. Tia Kofi e Lawrence Chaney sono le peggiori mentre Bimini Bon-Boulash è la migliore della puntata.
- L'eliminazione: Tia Kofi e Lawrence Chaney vengono chiamate a esibirsi con la canzone Touch Me (All Night Long) di Cathy Dennis. Lawrence Chaney si salva mentre Tia Kofi viene eliminata dalla competizione.

### Episodio 7 -Lockdown Supersheroes
Il settimo episodio si apre con le concorrenti che rientrano dopo l'eliminazione di Tia, con le concorrenti che discutono su chi, a questo punto della competizione, non merita di restare. Molte concorrenti, in particolare A'Whora e Lawrence, hanno fatto il nome di Sister ed Ellie poiché sono le uniche a non aver ancora vinto una sfida.
- La mini sfida: per la mini sfida le concorrenti devono "leggersi" a vicenda, ovvero dire qualcosa di cattivo ma facendolo in modo scherzoso. La vincitrice della mini sfida è Sister Sister.
- La sfida principale: per la sfida principale, le concorrenti devono creare degli outfit da supereroe, utilizzando prodotti e materiali non convenzionali comunemente usati durante il lockdown durante la pandemia di COVID-19. Quando RuPaul ritorna nell'atelier, insieme a lui c'è Raven, concorrente della seconda edizione statunitense e della prima edizione All Stars, per dare consigli su come eccellere in una sfida di moda. Durante la creazione degli outfit ci furono alcuni problemi, come il fatto che Tayce ha subito un infortunio a causa di un taglio, o come i materiali scelti da Lawrence sono molto difficili da lavorare con una macchina da cucire.

Giudice ospite della puntata è Maya Jama. Dopo la sfilata e le critiche dei giudici, RuPaul dichiara Tayce e Sister Sister le peggiori, mentre A'Whora è la migliore della puntata.
- L'eliminazione: Tayce e Sister Sister vengono chiamate a esibirsi con la canzone Don't Be So Hard on Yourself di Jess Glynne. Tayce si salva mentre Sister Sister viene eliminata dalla competizione.

### Episodio 8 -Stoned on the Runway
L'ottavo episodio si apre con le concorrenti che rientrano dopo l'eliminazione di Sister, con le concorrenti fiere di essere le ultime cinque rimaste. Successivamente fanno il calcolo delle vittorie di tutti, ed Ellie si sente molto amareggiata visto il suo percorso in costante discesa.
- La mini sfida: per la mini sfida, le concorrenti devono vestirsi da cantanti "maschiacci" amatoriali, e successivamente prendere parte ad un provino dove canteranno Kitty Girl di RuPaul. La vincitrice della mini sfida è Ellie Diamond.
- La sfida principale: per la sfida principale, le concorrenti devono esibirsi in un numero di stand-up comedy con il tema centrale l'amore, esibendosi dal vivo davanti a un pubblico. Avendo vinto la mini sfida, Ellie avrà il compito di decidere l'ordine d'esibizione che è: A'Whora, Ellie, Bimini, Lawrence e infine Tayce, e molte affermano che le scelte di Ellie sono state puramente strategiche per mettere le altre in difficoltà. Una volta scritte le battute, ogni concorrente raggiunge il palco principale dove ricevono consigli da Alan Carr.

Giudice ospite della puntata è Dawn French. Il tema della sfilata di questa puntata è Stoned on the Runway, dove le concorrenti devono sfoggiare un abito tempestato di diamanti. Dopo la sfilata e le critiche dei giudici, RuPaul dichiara A'Whora e Tayce le peggiori, mentre Bimini Bon-Boulash è la migliore della puntata.
- L'eliminazione: A'Whora e Tayce vengono chiamate a esibirsi con la canzone You Don't Have to Say You Love Me di Dusty Springfield. Tayce si salva mentre A'Whora viene eliminata dalla competizione.

### Episodio 9 -BeastEnders
Il nono episodio si apre con le concorrenti che rientrano dopo l'eliminazione di A'Whora, con Tayce molto amareggiata per aver eliminato una sua cara amica, ma afferma che comunque si tratta di una competizione. Intanto Lawrence è ancora infastidita delle scelte di Ellie durante la precedente sfida poiché, nonostante la forte amicizia tra le due, poteva rischiare di eliminarla.
- La mini sfida: per la mini sfida, le concorrenti devono pescare a sorte un pupazzo che rappresenti una delle altri concorrenti, metterlo in drag e fare un siparietto imitando l'altra concorrente. La vincitrice della mini sfida è Bimini Bon-Boulash.
- La sfida principale: per la sfida principale, le concorrenti devono recitare nella soap opera "BeastEnders", parodia della serie tv EastEnders. Avendo vinto la mini sfida, Bimini avrà il compito di assegnare i vari ruoli della sfida. Dopo l'assegnazione dei copioni, Ellie ha voluto scusarsi con Lawrence per tutte le problematiche scaturite durante la puntata precedente. Poco dopo, le concorrenti ricevono un video-messaggio da Natalie Cassidy, dove spende tempo con le concorrenti dando loro consigli su come recitare in una soap opera. Prima della sfilata, le concorrenti ricevono delle lettere d'incoraggiamento da parte delle loro madri.

| Concorrente        | Personaggio interpretato |
| ------------------ | ------------------------ |
| Bimini Bon-Boulash | Scat Slater              |
| Ellie Diamond      | Thot Bottom              |
| Lawrence Chaney    | Phyllis Bitchell         |
| Tayce              | Karen Bitchell           |

Il tema della sfilata di questa puntata è Panto Dames, dove le concorrenti devono sfoggiare un abito da pierrot. Dopo la sfilata e le critiche dei giudici, RuPaul dichiara Tayce e Ellie Diamond le peggiori della puntata, mentre Bimini Bon-Boulash è la migliore della puntata ed accede alla finale, Lawrence Chaney si salva ed accede alla finale.
- L'eliminazione: Tayce e Ellie Diamond vengono chiamate a esibirsi con la canzone Last Thing On My Mind degli Steps. Dopo l'esibizione RuPaul annuncia che sia Tayce che sia Ellie sono salve ed entrambe accedono alla finale.

### Episodio 10 -Grand Finale
Il decimo ed ultimo episodio di quest'edizione si apre con le concorrenti che ritornano nell'atelier dopo l'annuncio delle quattro finaliste, dove si discute su chi riuscirà a vincere quest'edizione e su chi sarà proclamata la prossima Drag Superstar britannica.
Per l'ultima prova, prima di incoronare la vincitrice di quest'edizione, le concorrenti devono comporre un pezzo, cantare ed esibirsi sulla canzone di RuPaul, A Little Bit of Love e, successivamente, dovranno prendere parte ad un podcast con RuPaul e Michelle Visage.
Per la coreografia, le concorrenti hanno come istruttore Jay Revell. Durante la prova per la coreografia, Lawrence ha avuto dei problemi con i passi della coreografia di gruppo, mentre Ellie e Tayce hanno problemi con la coreografia da solista. Nel frattempo uno ad uno le concorrenti prendono parte al podcast, dove RuPaul e Michelle Visage fanno domande sulla loro esperienza in questa edizione di RuPaul's Drag Race UK.
I giudici della puntata sono: RuPaul, Michelle Visage, Alan Carr e Graham Norton. Il tema della sfilata è Final Four Eleganza Extravaganza, dove le concorrenti devono sfilare con il loro abito migliore.
Dopo le critiche, le finaliste tornano nell'atelier dove ad aspettarle ci sono tutte le concorrenti dell'edizione, dove discutono dell'esperienza vissuta nello show. Prima di comunicare il giudizio, tutte le concorrenti sfilano sulla passerella con il loro Final Four Eleganza Extravaganza per un'ultima volta. Dopo l'ultima sfilata, RuPaul comunica che le tre finaliste che accedono alla finalissima sono Bimini Bon-Boulash, Lawrence Chaney e Tayce, mentre Ellie Diamond viene eliminata dalla competizione. Bimini Bon-Boulash, Lawrence Chaney e Tayce si esibiscono in playback sulla canzone I'm Still Standing di Elton John. Dopo l'esibizione, RuPaul dichiara Lawrence Chaney vincitrice della seconda edizione di RuPaul's Drag Race UK.